# Roewe RX9

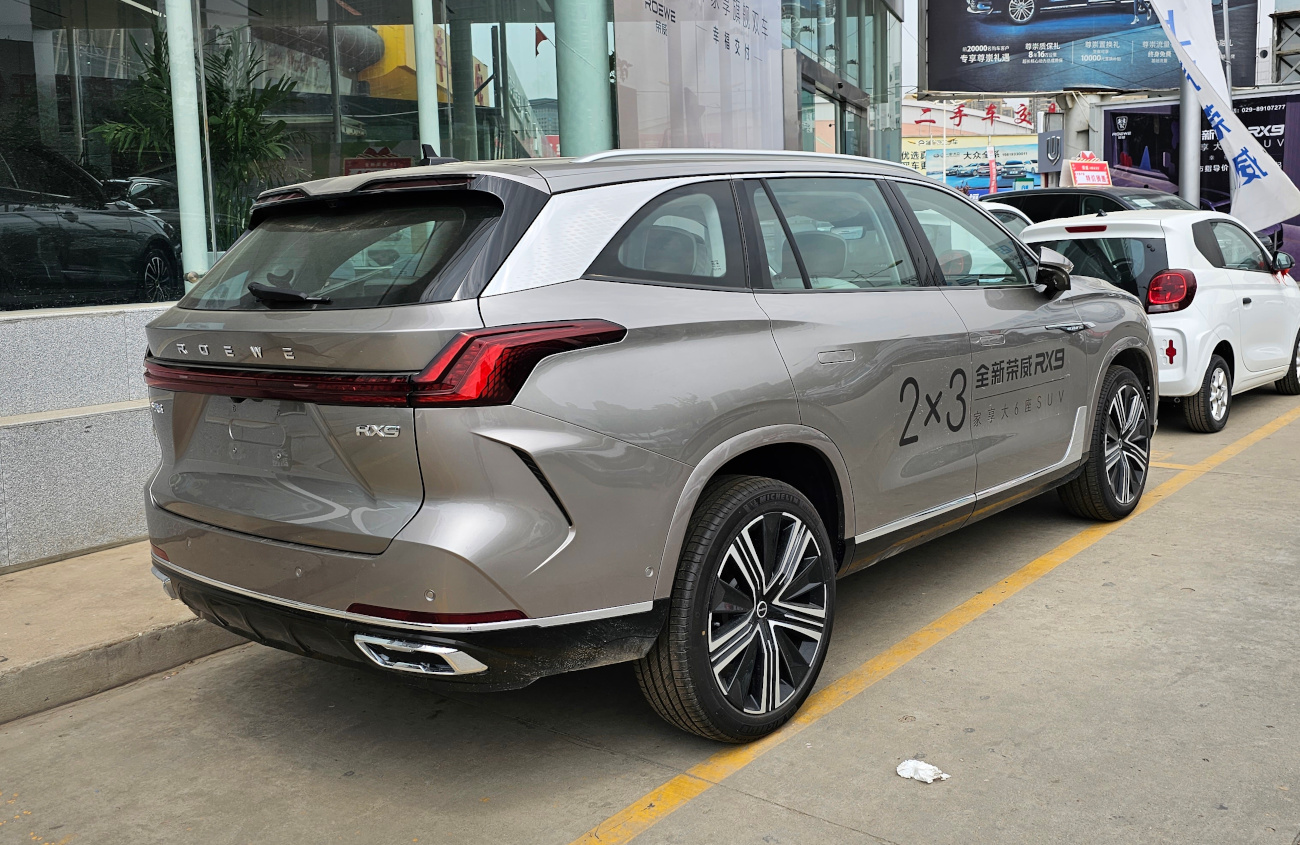
Вид сзади

Roewe RX9 — среднеразмерный кроссовер, выпускающийся с 2022 года подразделением Roewe компании SAIC Motor.

## Описание
Впервые Roewe RX9 был представлен в августе 2022 года. Представляет собой более современную и менее традиционную альтернативу консервативно стилизованному RX8, представленному четырьмя годами ранее. RX9 имеет более агрессивный дизайн, с большим трапециевидным воздухозаборником, узкими фарами и полосками светодиодных задних огней, которые пересекают полосу движения под углом. Задние огни соединены узкой световой полосой, а пологая линия крыши увенчана наклонным окном. RX9 спроектирован с учётом оптимальных аэродинамических условий, чему способствовало использование убирающихся дверных ручек.
Салон был спроектирован в соответствии с тенденциями, преобладавшими в начале 20-х годов 21 века среди китайских производителей. Минималистичный дизайн, использование алюминия и кожаной отделки, а также материалов с лёгкой текстурой сочетаются с большим дисплеем из трёх частей, который проходит по всей ширине приборной панели. Они последовательно выполняли функции: цифровых часов, центрального сенсорного экрана мультимедийной системы и дисплея для пассажира. В общей сложности диагональ панели составляет 47 дюймов. Благодаря трём рядам сидений Roewe RX9 вмещает от 6 до 7 пассажиров.
RX9 выпускается исключительно для китайского рынка. После дебюта в августе 2022 года китайская компания в декабре того же года объявила о планах запустить продажи флагманского кроссовера в феврале 2023 года после задержек, не позволивших уложиться в срок в третьем квартале 2022 года.

## Технические характеристики
RX9 оснащён 2,0-литровым четырёхцилиндровым бензиновым двигателем с турбонаддувом мощностью 234 л. с. в паре с девятиступенчатой автоматической трансмиссией.
| Модель | Годы производства      | Компоновка | Двигатель     | Трансмиссия  | Мощность                            | Крутящий момент              | Максимальная скорость |
| ------ | ---------------------- | ---------- | ------------- | ------------ | ----------------------------------- | ---------------------------- | --------------------- |
| RX9    | 2022 — настоящее время | RWD        | 2.0L Turbo I4 | 9-скор. АКПП | 178 кВт (239 л. с.) при 5300 об/мин | 392 Н⋅м при 1750—3500 об/мин | 200 км/ч (124 миль/ч) |
| RX9    | 2022 — настоящее время | AWD        | 2.0L Turbo I4 | 9-скор. АКПП | 178 кВт (239 л. с.) при 5300 об/мин | 392 Н⋅м при 1750—3500 об/мин | 200 км/ч (124 миль/ч) |